# Stagmatoptera hyaloptera
Stagmatoptera hyaloptera es una especie de mantis de la familia Mantidae que es más conocida como la mantis de cresta argentina.

## Distribución geográfica
Se lo puede encontrar en Argentina, Bolivia, Brasil, Guayana Francesa, Paraguay y Venezuela

## Características y hábitat
La mantis de cresta argentina mide entre 5 y 8 cm y es de color verde rojizo. Es común encontrarla en los campos y pantanos a alrededores de plantas y árboles.
Estos insectos están activos durante todo el día, acechando para cazar una variedad de insectos como abejas, avispas, cucarachas, grillos y saltamontes. La reproducción suele tener lugar en otoño. Antes, durante o tras la copula puede que la hembra devore total o parcialmente al macho. Las ootecas generalmente son depositadas en ramitas y las ninfas pasan a la madurez en un año.

### Otros nombres
La mantis de cresta argentina se la conoce así debido a que sus alas son similares a crestas. También tradicionalmente en los campos argentinos, bolivianos, uruguayos y paraguayos se la conoce como tátadios o mámboretas.